# Pseudophoxinus zeregi
Pseudophoxinus zeregi är en fiskart som först beskrevs av Heckel, 1843.  Pseudophoxinus zeregi ingår i släktet Pseudophoxinus och familjen karpfiskar. IUCN kategoriserar arten globalt som akut hotad. Inga underarter finns listade i Catalogue of Life.